# Pirimidodiazepina sintasa
La pirimidodiazepina sintasa (EC 1.5.4.1) es una enzima que cataliza la siguiente reacción química:
Por lo tanto los tres sustratos de esta enzima son una pirimidodiazepina (2-amino-6-acetil-3,7,8,9-tetrahidro-3H-pirimido[4,5-b][1,4]diazepin-4-ona), glutatión disulfuro, y agua; mientras que sus dos productos son 6-piruvoiltetrahidropterina y glutatión.

## Clasificación
Esta enzima pertenece a la familia de las oxidorreductasas, más específicamente a aquellas oxidorreductasas que actúan sobre grupos CH-NH como dadores de electrones, con un disulfuro como aceptor.

## Nomenclatura
El nombre sistemático de esta clase de enzimas es pirimidodiazepina:glutatión-disulfuro oxidorreductasa (clicladora con apertura de anillo). Otros nombres de uso común pueden ser PDA sintasa, pirimidodiazepina:glutatión-oxidado oxidorreductasa (con apertura de anillod y cicladora). 

## Función biológica
En la dirección inversa de la reacción, la reducción de la 6-piruvoiltetrahidropterina va acompañada por la apertura del añillo pirazina de 6 miembros y la formación del añillo diazepina de 7 miembros. La pirimidodiazepina involucrada es un derivado acetilhidro. Esta enzima se encuentra involucrada en la formación de los pigmentos drosopterinas, que otorgan el color a los ojos de la mosca de la fruta Drosophila melanogaster.